# Back in Black (Cypress Hill)
Back in Black è il decimo album in studio del gruppo musicale hip hop statunitense Cypress Hill, pubblicato nel 2022.

## Tracce
1. Takeover – 3:15
2. Open Ya Mind – 3:44
3. Certified (featuring Demrick) – 3:09
4. Bye Bye (featuring Dizzy Wright) – 3:48
5. Come with Me – 3:15
6. The Original – 2:54
7. Hit Em' – 2:19
8. Break of Dawn – 2:54
9. Champion Sound – 3:03
10. The Ride – 4:04

## Formazione
- B-Real – voce
- Sen Dog – voce
- Eric Bobo – batteria, percussioni